# Cerro Azul (Perú)
Cerro Azul es una localidad peruana capital del distrito de Cerro Azul ubicado en la provincia de Cañete en el departamento de Lima. Se encuentra a una altitud de 7 m s. n. m. Tenía una población de 3271 habitantes en 1993.

## Clima
| Parámetros climáticos promedio de Cerro Azul | Parámetros climáticos promedio de Cerro Azul | Parámetros climáticos promedio de Cerro Azul | Parámetros climáticos promedio de Cerro Azul | Parámetros climáticos promedio de Cerro Azul | Parámetros climáticos promedio de Cerro Azul | Parámetros climáticos promedio de Cerro Azul | Parámetros climáticos promedio de Cerro Azul | Parámetros climáticos promedio de Cerro Azul | Parámetros climáticos promedio de Cerro Azul | Parámetros climáticos promedio de Cerro Azul | Parámetros climáticos promedio de Cerro Azul | Parámetros climáticos promedio de Cerro Azul | Parámetros climáticos promedio de Cerro Azul |
| Mes                                          | Ene.                                         | Feb.                                         | Mar.                                         | Abr.                                         | May.                                         | Jun.                                         | Jul.                                         | Ago.                                         | Sep.                                         | Oct.                                         | Nov.                                         | Dic.                                         | Anual                                        |
| -------------------------------------------- | -------------------------------------------- | -------------------------------------------- | -------------------------------------------- | -------------------------------------------- | -------------------------------------------- | -------------------------------------------- | -------------------------------------------- | -------------------------------------------- | -------------------------------------------- | -------------------------------------------- | -------------------------------------------- | -------------------------------------------- | -------------------------------------------- |
| Temp. media (°C)                             | 22.5                                         | 23.4                                         | 23.3                                         | 21.6                                         | 18.9                                         | 17.1                                         | 16.2                                         | 16                                           | 16.6                                         | 17.6                                         | 18.9                                         | 20.7                                         | 19.4                                         |
| Temp. mín. media (°C)                        | 17.8                                         | 18.7                                         | 18.3                                         | 16.6                                         | 14.4                                         | 13.2                                         | 12.5                                         | 12                                           | 12.5                                         | 13.2                                         | 14.4                                         | 16                                           | 15                                           |
| Fuente: climate-data.org                     |                                              |                                              |                                              |                                              |                                              |                                              |                                              |                                              |                                              |                                              |                                              |                                              |                                              |